# Trevor Watts

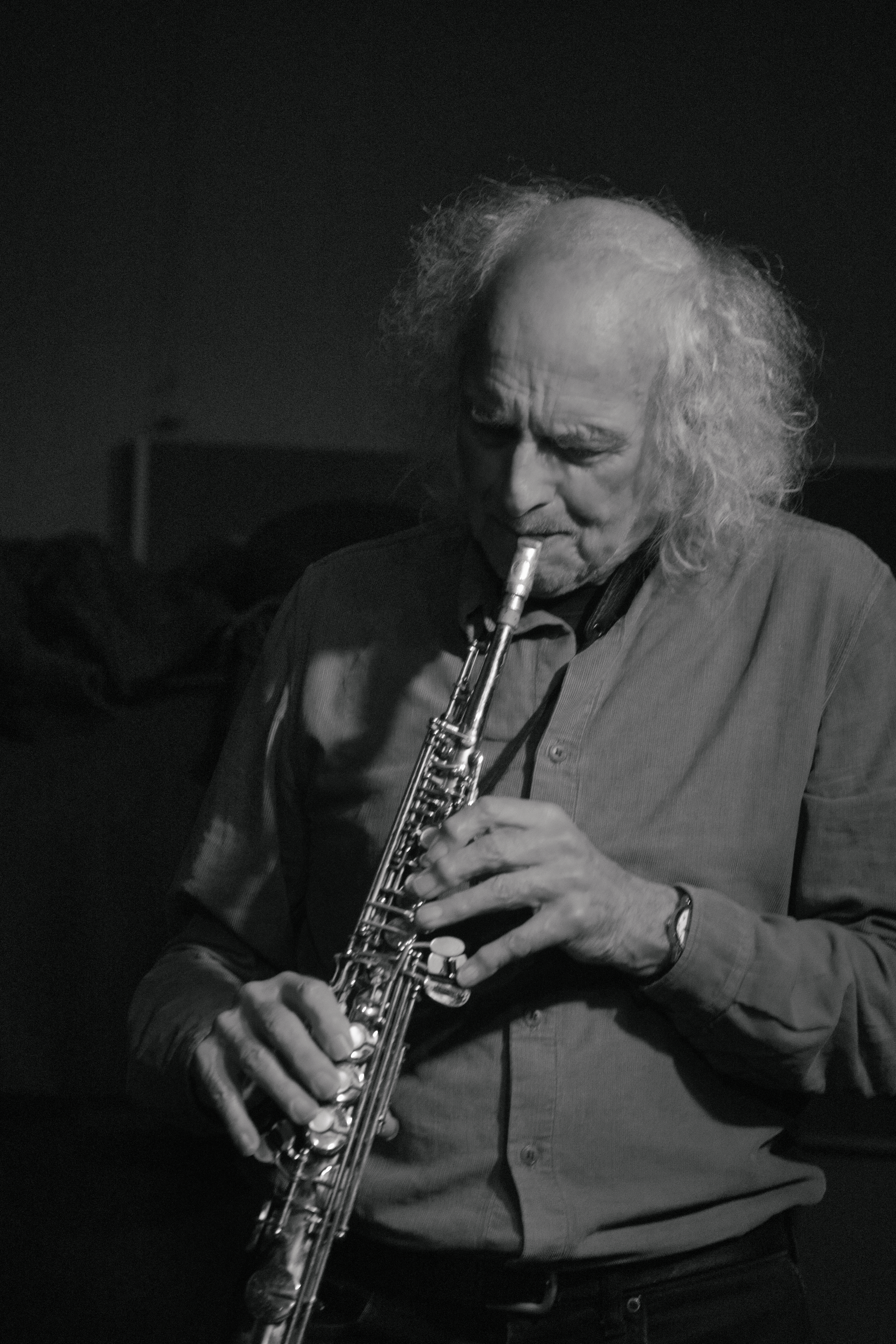
Trevor Watts mit John Edwards und Tollef Østvang im Club W71, 2023

Trevor Charles Watts (* 26. Februar 1939 in York, Großbritannien) ist ein britischer Jazzmusiker (Holzblasinstrumente, Komposition).

## Leben und Wirken
In einer jazzbegeisterten Familie aufgewachsen, brachte sich Watts ab 12 zunächst das Kornett bei. Mit 18 Jahren wandte er sich dem Saxophon zu. Zwischen 1958 und 1963 absolvierte er seinen Wehrdienst in Deutschland und spielte in einer Kapelle der Royal Air Force (u. a. mit Paul Rutherford und John Stevens). Nach seiner Entlassung ging er nach London und schloss sich dem New Jazz Orchestra an, spielte aber auch mit Bluesrockmusikern wie Rod Stewart und Sonny Boy Williamson II. 1965 gründete er mit John Stevens das Spontaneous Music Ensemble, das ein wichtiger Katalysator für die Entwicklung des freien Spiels in Großbritannien werden sollte (und in dem er bis 1974 mitwirkte).

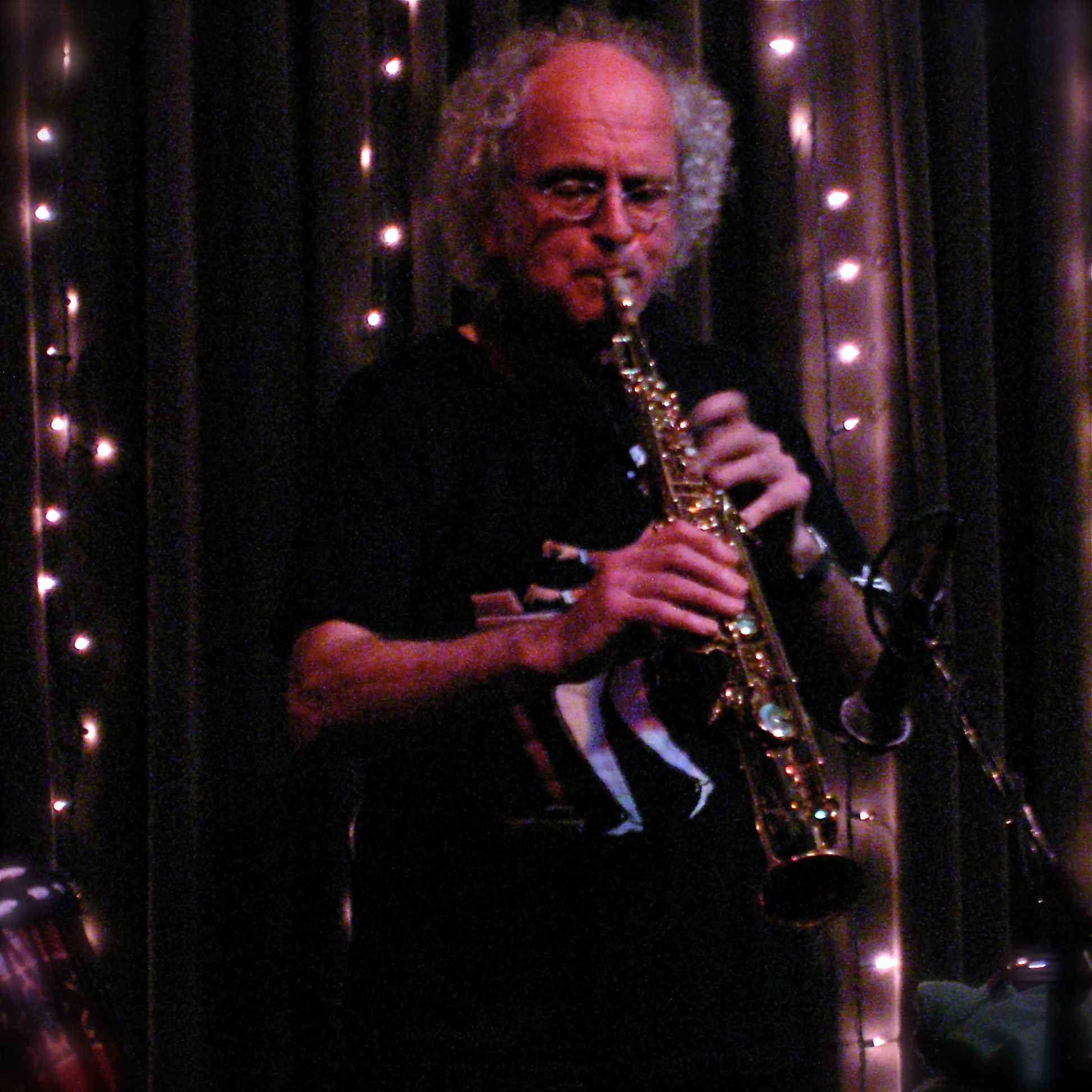
Trevor Watts 2007

Daneben gründete er 1967 die Band Amalgam, die zunehmend das Territorium zwischen freier Improvisation und Rock-orientierten Rhythmen erkundete (u. a. mit Keith und Julie Tippett, Colin Mackenzie und Liam Genockey); 1969 erschien das Debütalbum Prayer for Peace. Seit der Gründung 1972 war er Mitglied des London Jazz Composers’ Orchestra, das zunehmend von Barry Guy organisiert wurde. Daneben arbeitete er mit Bobby Bradford  (1973), Stan Tracey (1973/74) und Katrina Krimsky. 1976 gründete er das Trevor Watts String Ensemble, 1978 die Universal Music Group. 1982 veränderte sich sein musikalisches Konzept grundlegend; die Improvisationen bauten in seiner großformatigen Moiré Music und dem Moiré Drum Orchestra (mit z. T. 5 Trommlern aus unterschiedlichen, vorrangig afrikanischen Kulturen) oder auch dem Moiré Trio auf den Strukturen sich überlagernder Schlagzeug-Patterns auf. Daneben spielte Watts auch in den Bands von Musikern wie Louis Moholo, Archie Shepp, Steve Lacy, Don Cherry, Jayne Cortez, Harry Miller, Luc Mishalle und Tippett. 2020 legte Watts das Soloalbum The Lockdown Solos (Hi 4 Head Records) vor, gefolgt von dem Duoalbum Live at the Cafe Oto London (mit Mark Hewins) und The Art Is in the Rhythm (2022), eine Duoaufnahme mit dem Schlagzeuger Liam Genockey von 1989. Zu hören ist er auch auf Karl Evangelistas Album Apura! (2020).